# Verkhotópie
Verkhotópie (en rus: Верхотопье) és un poble de l'óblast de Kursk, a Rússia, que en el cens del 2010 tenia 157 habitants. Pertany al districte de Kastórnoie.